# Appoggiatura

Representação de uma apogiatura

Appoggiatura ou apogiatura, (do italiano appogiare, apoiar) é uma nota ornamental característica de um intervalo melódico, escrita um grau acima ou abaixo da nota que a sucede (nota principal), retirando parte do valor desta (normalmente metade do valor, embora no tempo ternário retire apenas a terça parte).
A appoggiatura é representada na pauta como uma nota menor (por vezes com um traço oblíquo) anexada à nota principal.

## História
Durante o Renascimento e início do Barroco, a appoggiatura tinha comprimento moderado, com média de um terço da nota principal, e era mais da natureza de um ornamento melódico do que harmônico. Na época de Johann Sebastian Bach (1685–1750), as appoggiaturas eram divididas em duas espécies: a curta, que toma emprestado um comprimento insignificante de sua nota principal e, portanto, tem pouco efeito na harmonia; e a longa, que toma metade ou mais do comprimento de sua nota principal e, portanto, afeta substancialmente a harmonia, criando uma dissonância que então se resolve, na nota principal, em uma consonância. Como seu propósito era principalmente expressivo, seja em termos puramente melódicos ou harmônicos, a appoggiatura típica na música dos séculos XVII e XVIII ocorria na batida, em vez de antes dela, "inclinando-se" na nota principal, como sugerido pela derivação do termo.
O sinal mais comum para a appoggiatura era uma pequena nota indicando o tom preciso do ornamento, mas apenas implicando pelo tamanho relativo sua duração, que dependia amplamente do contexto e era governada por convenções amplamente reconhecidas. A convenção também explica o fato de que as appoggiaturas nem sempre eram escritas na música barroca, mesmo onde sua execução era tida como certa, como nas cadências finais de recitativos operísticos. Em tais casos, sua omissão por artistas modernos viola a intenção original do compositor.
A tendência do século XIX de anotar a longa apogiatura em letras regulares, em vez de pequenas, prenunciou o abandono gradual da maioria dos enfeites, incluindo o símbolo tradicional para a curta apogiatura, uma pequena nota com uma haste cortada. Esta última, de fato, levou a alguma confusão com a acciaccatura, uma nota ornamental dissonante tocada simultaneamente com a nota principal, mas rapidamente liberada. Além disso, na prática do século XIX, as notas de graça, incluindo a apogiatura, eram cada vez mais executadas antes da batida, e levaria várias gerações de pioneirismo na história da prática de performance antes que o significado estilístico da apogiatura na música pré-século XIX fosse novamente apreciado e compreendido.